# La Coḷḷá Propinde
La Coḷḷá Propinde es un grupo de folk asturiano formado a principios de la década de los 2000. Desde el comienzo, el grupo adquiere diferentes sonoridades procedentes del repertorio tradicional enriqueciéndolas con otros muchos estilos musicales entre los que destacan el pop, rock, ska, reggae, sin alejarse de las bases tradicionales y raíces celtas, sacando a la luz nuevas alternativas.

## Historia
El nombre del grupo procede de un monte del concejo de Lena, del que proceden.

### Primer disco
En diciembre de 2003 la banda edita su primer disco, Ḷḷ con Discos L'Aguañaz. El tema «L'emigrante», incluido en el álbum, consiguió el premio a la Mejor canción del año en Asturias. El álbum se grabó entre los meses de mayo y septiembre en el estudio Tutu, de Corvera, con la producción de Sergio Rodríguez y Ánxel González. Consta de doce temas propios y revisiones personales de temas tradicionales. La cantante sierense Esther Fonseca pone la voz en la canción «2417». El grupo realizó una serie de presentaciones del nuevo disco el día 29 de enero en el salón de actos de Fnac, en Parque Principado-Asturias.

### Segundo disco
En enero de 2006 publicaron su segundo trabajo, Güeria. En él, después de algunos cambios de formación, muestran una importante evolución y un sonido más propio y arriesgado respecto a su anterior trabajo, consiguiendo un notable éxito entre la crítica y el público.
En el año 2007 «Güeria remix» fue la canción que se ha usado de sintonía en la 51 Edición de la Vuelta Ciclista a Asturias. Ese mismo año, La Col.lá Propinde participa en el disco homenaje a la legendaria banda asturiana Dixebra que lleva por título pervesiornes ¡Salú ya dixebra!, versionando la canción «bail.la’l milenio» junto una veintena de bandas asturianas del panorama del rock y del folk. 
En el mismo año 2007 La Col.lá Propinde edita y graba su primer videoclip de la canción «Llandellena». Esta canción está basada en una historia real, recogida en el pueblo asturiano que lleva el mismo nombre. El videoclip fue dirigido por Delfu (La Tarrancha y K-Nalón) y grabado y editado por Pablo Quiroga.
Ya en el 2008 la banda l.leniza vuelve a colocar música de su segundo disco (Güeria) en la serie de televisión Doctor Mateo (Notrom Films y Antena 3).
En plena grabación de su tercer disco, A Teyavana, la banda es invitada a colaborar en el programa de la Televisión Pública Asturiana (TPA) Camín de Cantares, dirigido por Xosé Antón Ambás, dedicado al gaitero de Carabanzo. La propuesta se vio reflejada en la elaboración de dos piezas tradicionales de la música tradicional asturiana del repertorio del mismo, «A lo l.lixeiro y la muñeira» y con el que La Col.lá Propinde puso el cierre de la quinta temporada del programa.

### Tercer disco
En 2009 la banda saca a la luz su tercer disco de estudio, titulado A teyavana, en los Estudios Tutu de Corvera, grabado y producido por Sergio Rodríguez y Ánxel González, estrenado nueva compañía discográfica, Algamar Producciones. Un disco en el que la tónica dominante sigue siendo la música popular asturiana y la fusión. Todo ello junto con canciones donde las voces son cada vez más notorias, dando como resultado doce temas donde encontramos piezas de la tradición oral y popular asturiana como «Yo pa' qué me casaría», «Ánimes del purgatorio» junto con canciones de composición propia de temática variada como los amores imposibles en «la escopeta al l.lumbu», retratos biográficos urbanos en «perende». El disco cuenta con la colaboración de Esther Fonseca, quien canta la canción dedicada a los montañeros «2417».
En 2010 se realiza la grabación del segundo videoclip con Señor Paragüas eligiendo la canción «Llárimes». También durante ese año representan a Asturias en el Festival Intercéltico de Lorient, en Bretaña.
Durante su carrera, han compartido grabaciones con músicos como Xosé Ambás (N'arba), Ramón Blanco (Los Berrones), Anabel Santiago, Dark la eMe, Esther Fonseca (Llangres), o Delfo Valdés 

## Discografía
- Ḷḷ (Discos L'Aguañaz, 2003)

1. De Carabanzo al Sáharay
2. La Coḷḷá Propinde
3. Vaḷḷe Turón
4. La Foguera
5. Maruxina
6. La Vaḷḷina Escura
7. La Corra Ḷḷonga
8. Dancines
9. L'emigrante

- Güeria (Discos L'Aguañaz, 2006)

1. Güeria
2. Llandellena
3. Milenta
4. Cuerri pal monte
5. Ḷḷandicuandia
6. Suena'l camín
7. Alcordances
8. Bretonas
9. Chalaneru
10. Ónde vas a por agua
11. Coḷḷanfiesta

- A Teyavana (Algamar Producciones, 2009).

1. Frexulfe
2. Llárimes
3. Capdepera
4. La escopeta`l L.lumbu
5. 2417
6. Ascu de vida
7. Perende
8. Circus
9. Yo pa qué me casaría
10. Skanciu
11. La Cobertoria
12. Ánimes